# Ilya Ivanyuk
Ilya Ivanyuk (né le 9 mars 1993) est un athlète russe, spécialiste du saut en hauteur.

## Biographie
En 2015, Ilya Ivanyuk remporte le titre des championnats d'Europe espoirs à Tallinn, en portant son record personnel à 2,30 m.
Le 20 juillet 2017, l'IAAF l'autorise à participer en tant que « athlète neutre autorisé » aux Championnats du monde de Londres.
Après avoir établi son record personnel à 2,31 m en salle début 2018, le 27 juillet 2018 il égale son record personnel extérieur en 2,30, m à Sopot, à la veille des Championnats d’Europe, où il sera le seul sauteur russe autorisé.
Le 9 août 2018, il se qualifie pour la finale des championnats d'Europe de Berlin, en réalisant 2,25 m au 3e essai. Deux jours plus tard, le Russe remporte sa première médaille internationale chez les séniors en décrochant le bronze avec un saut à 2,31 m, record personnel, derrière Mateusz Przybylko (2,35 m) et Maksim Nedasekau (2,33 m).
Le 9 juillet 2019, il remporte le Mémorial István-Gyulai de Székesfehérvár en portant son record personnel à 2,33 m, mesure qui améliore par la même occasion la meilleure performance mondiale de l'année.
Il porte son record personnel à 2,35 m pour remporter la médaille de bronze aux championnats du monde 2019 à Doha, derrière Mutaz Essa Barshim et Mikhail Akimenko.
Le 26 février 2020, il remporte les championnats de Russie en salle à Moscou en battant son record personnel en salle avec 2,33 m, MPMA égalée.

## Palmarès
| Date                                | Compétition                        | Lieu                               | Résultat               | Marque                 |
| Représentant la Russie              | Représentant la Russie             | Représentant la Russie             | Représentant la Russie | Représentant la Russie |
| ----------------------------------- | ---------------------------------- | ---------------------------------- | ---------------------- | ---------------------- |
| 2015                                | Championnats d'Europe espoirs      | Tallinn                            | 1er                    | 2,30 m                 |
| En tant qu'athlète neutre autorisée |                                    |                                    |                        |                        |
| 2017                                | Championnats du monde              | Londres                            | 6e                     | 2,25 m                 |
| 2018                                | Championnats d'Europe              | Berlin                             | 3e                     | 2,31 m                 |
| 2018                                | Coupe continentale                 | Ostrava                            | 5e                     | 2,24 m                 |
| 2019                                | Circuit mondial en salle de l'IAAF | Circuit mondial en salle de l'IAAF | 3e                     | détails                |
| 2019                                | Jeux européens                     | Minsk                              | 2e                     | 2,26 m                 |
| 2019                                | Ligue de diamant                   | Ligue de diamant                   | 5e                     | 2,27 m                 |
| 2019                                | Championnats du monde              | Doha                               | 3e                     | 2,35 m                 |
| 2019                                | Jeux mondiaux militaires           | Wuhan                              | 1er                    | 2,20 m                 |
| 2021                                | Jeux olympiques                    | Tokyo                              | 9e                     | 2,30 m                 |

## Records
| Épreuve         | Épreuve   | Marque | Lieu   | Date            |
| --------------- | --------- | ------ | ------ | --------------- |
| Saut en hauteur | Plein air | 2,35 m | Doha   | 4 octobre 2019  |
| Saut en hauteur | En salle  | 2,33 m | Moscou | 26 février 2020 |